# Roberto Pucci
Roberto Pucci (Florença, 29 de maio de 1464 - Roma, 17 de janeiro de 1547) foi um cardeal italiano da Igreja Católica, que serviu como Penitenciário-mor e bispo de Melfi e Rapolla.

## Biografia inicial
Filho de Antonio Pucci e Piera di Giannozzo Manetti, era irmão do cardeal Lorenzo Pucci (1513) e tio do cardeal Antonio Pucci (1531). Casou-se em dezembro de 1491 com Dianora di Lorenzo Lenzi, que morreu em 22 de junho de 1526, com quem teve pelo menos quatro filhos: Giannozzo, bispo de Melfi; Pandolfo; Maria, casada com Francesco Valori; e Antonio.
A família Pucci, de estrita observância dos Médici, havia experimentado um período de eclipse político de 1494 a 1512, e depois recuperou o poder e a influência após o retorno dos Médici ao poder. Não parece que Roberto Pucci tenha obtido qualquer tipo de diploma, mas é certo que recebeu uma boa formação humanística, provavelmente de professores particulares.

## Vida na Cúria
Sua primeira missão pública seguiu-se por alguns meses o retorno dos Médici a Florença: no início de dezembro de 1512 foi enviado como comissário dos Dieci di balìa a Poggibonsi, para receber Matthäus Lang von Wellenburg, bispo de Gurk, que, depois de ter trabalhado em Roma em nome do imperador Maximiliano no tratado de aliança com o Papa, ele retornou à Lombardia com sua comitiva. Ele exerceu uma posição semelhante em fevereiro-março de 1513, acompanhando o cardeal Adriano Castellesi através do domínio florentino em seu caminho para Roma para participar do conclave. Em 1 de setembro de 1518 foi eleito para o priorado pela primeira vez; em 8 de maio de 1521 foi membro dos Dezesseis gonfaloneiros de companhia, em 1 de julho de 1524 sua segunda eleição para o priorado; em 1 de maio de 1522 ele finalmente alcançou o mais alto cargo da República Florentina, o de gonfaloniere di giustizia.
Durante o período de dois meses de mandato, foi descoberta uma conspiração contra o cardeal Giulio de Médici, que, revelada antecipadamente, levou à punição severa dos responsáveis.

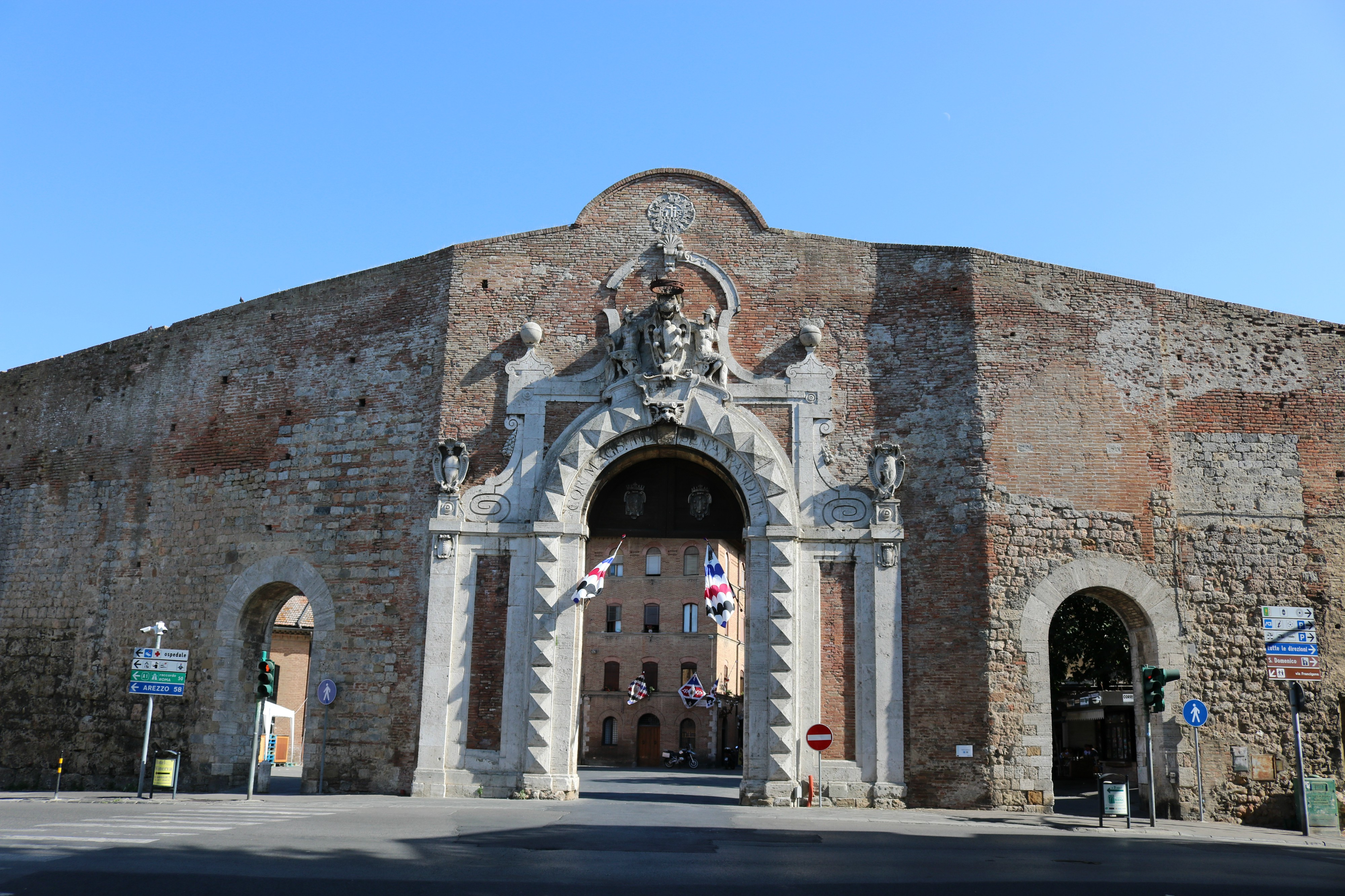
Porta Camollia, onde Roberto Pucci sofreu humilhante derrota.

Em 13 de julho de 1526, Pucci foi nomeado comissário de campo na expedição contra Siena, a fim de colocar Fabio Petrucci e a facção Novese de volta ao poder: em 25 de julho, os sienenses conseguiram uma vitória inesperada na Porta Camollia, contra as tropas florentinas e papais, preponderantes em número e artilharia. Pucci ficou muito humilhado com essa derrota, tanto que pensou em suicídio. Em 17 de maio de 1527, após a notícia do saque de Roma e da prisão de Clemente VII ter se espalhado, Florença aproveitou a oportunidade para derrubar o regime de Médici. Assim começou a última República de Florença, destinada a durar pouco mais de três anos. Nesse período contra Pucci, notoriamente pró-Médici, medidas restritivas foram tomadas e em 15 de dezembro de 1528 ele foi condenado a três anos de exílio, à revelia, porque já havia tomado espaço em Roma, onde estavam vários de seus parentes, alguns deles em posições de prestígio na Cúria Papal. Nessa época, após a morte de sua esposa em 1526, ele entrou na vida eclesiástica e foi para Roma.

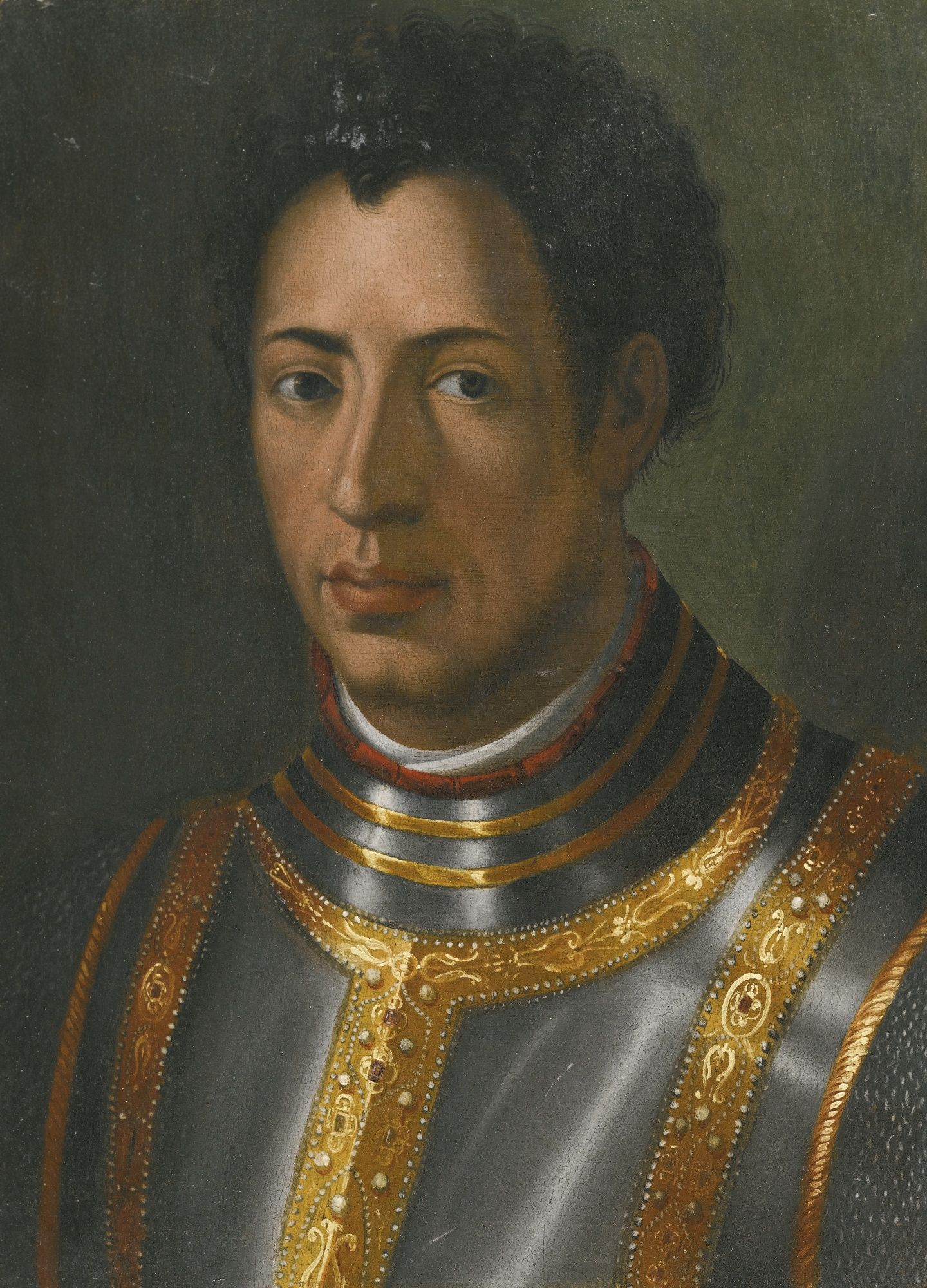
Alessandro de' Medici, duque de Florença

Em Roma, Pucci tornou-se, como sua família, um íntimo do Papa Clemente VII. No período seguinte à rendição da cidade, tornou-se um dos representantes do papa em Florença, como membro da Balìa, que assumiu provisoriamente plenos poderes. O pontífice havia de fato decidido transformar o regime florentino em um verdadeiro principado sob Alessandro de Médici, mas, para tornar essa decisão mais aceitável para os florentinos, pensou em tê-la endossada pelos magistrados da cidade. Para este fim, Pucci foi eleito em 4 de abril de 1532 como membro dos Doze Reformadores, o colégio que tinha a tarefa de redesenhar a estrutura do Estado florentino em um sentido monárquico e que emitiu as Ordenações que fixaram as pedras angulares constitucionais deste novo regime.
Com a criação do Ducado de Alessandro de Médici, Pucci foi nomeado membro vitalício do Senado dos Quarenta e Oito, um dos órgãos decisórios do novo regime e, na prática, tornou-se um dos membros mais proeminentes da classe dominante, sendo continuamente eleito para fazer parte das magistraturas mais importantes, como os Oito da Advocacia, os Acopladores e o Supremo Magistrado. Com a morte de Clemente VII em 25 de setembro de 1534, foi eleito membro da embaixada de obediência enviada de Florença ao novo Papa Paulo III. Em janeiro de 1536 acompanhou o duque Alessandro (juntamente com Francesco Guicciardini, com quem se relacionou para o casamento em 1534 de seu filho Pandolfo com Laudomia Guicciardini, e outros notáveis) em sua viagem a Nápoles para encontrar o imperador e encontrar um compromisso com os opositores exilados que, em oposição aos Médici, haviam abandonado Florença. Entre eles estava Francesco Valori que em 1515 havia se casado com a filha de Pucci, Maria; com ele, apesar de aderir a grupos políticos adversos, não interrompeu as relações mesmo após a participação de Valori na batalha de Montemurlo (1537) e a proibição dos rebeldes que, consequentemente, o atingiram.

## Vida eclesiástica
Foi eleito bispo de Pistoia em 8 de agosto de 1541, após a renúncia de seu sobrinho Antonio, mas não se tem informações de sua ordenação episcopal.
Foi criado cardeal-presbítero no consistório de 2 de junho de 1542, recebendo o chapéu vermelho e o título de Santos Nereu e Aquileu, em 12 de junho seguinte. Em outubro de 1542 batizou em Montepulciano a Roberto Bellarmino que, em homenagem a Pucci, recebeu este nome.
Após a morte de seu sobrinho Antonio, optou pelo título de Santos Quatro Mártires Coroados, que assumiu em 17 de outubro de 1544. Também acabou assumindo o posto de Penitenciário-Mor em 31 de março de 1545. Foi cardeal governador de Bagnorea (hoje Bagnoregio) e cardeal protetor do Monte della Fede, a instituição de crédito criada por Clemente VII em 1526 para financiar a guerra contra os turcos. Em 7 de dezembro de 1546, foi transferido para as Sés de Melfi e Rapolla in persona episcopi.
Morreu em Roma em 17 de janeiro de 1547 e foi enterrado na basílica de Santa Maria sopra Minerva.